# Angerboda

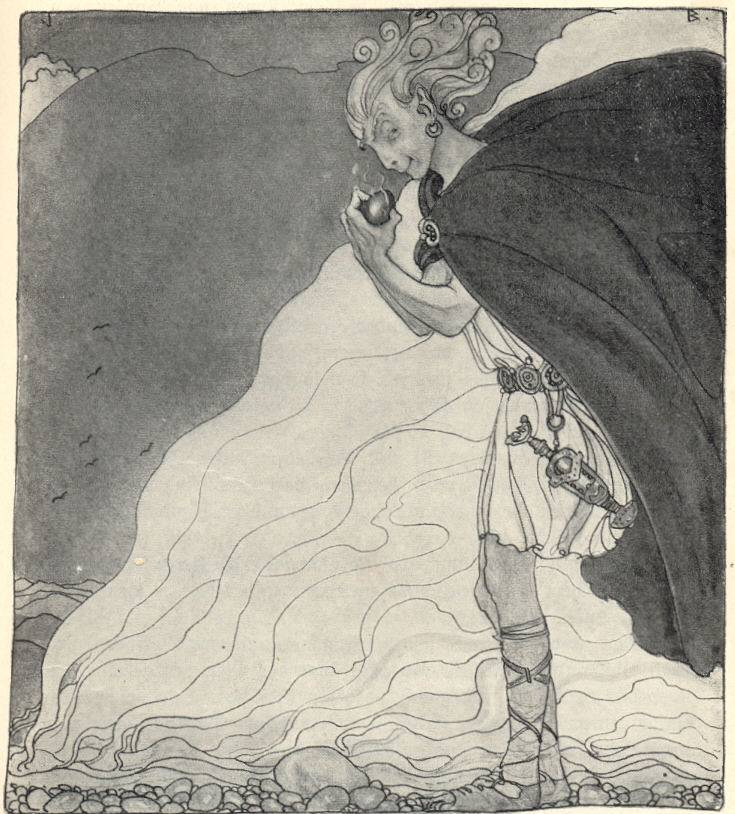
Loke finner Gullveigs hjärta, John Bauer

Angerboda är i nordisk mytologi en jättekvinna, "den gamla i järnskogen", som tillsammans med Loke fått barnen Fenrisulven, Midgårdsormen och Hel. Gudarna förstod att dessa barn var farliga och hämtade upp dem till sig. Ormen kastades i havet medan ulven fjättrades, och Hel sattes i Helheim för att härska.

## I källorna
Angerboda nämns inte i källorna annat än kring födseln av just dessa barn. Men i Valans spådom finns en jättekvinna som sägs bo i Järnskogen och föda Fenrisulvens antingen släktingar eller ungar, beroende på tolkning och översättning. Och den vala som Oden talar med i dikten Balders drömmar kallar han  "trollmor till tre". 
I Viktor Rydbergs Fädernas gudasaga har Angerboda blandats ihop med Gullveig.

## Etymologi
Namnet Angerboda (fornnordiska Angrboða) betyder "den olycksbådande", eller mer direkt "sorgebåderska", av angr "ånger" och bóða "båda" (förebåda). Namnet anknyter antagligen till det faktum att hennes söner Fenrisulven och Midgårdsormen kommer att döda Oden respektive Tor vid Ragnarök, samt att hon även är moder till själva döden i form av Hel. 

## I populärkultur
I God of War Ragnarök (2022) är Angrboda en återkommande figur.
Saturnus måne Angrboda(en) blev 2022 uppkallad efter henne.

### fotnoter
1. ↑  Angerboda i Nordisk familjebok (första upplagan, 1876)
2. ↑  Simek, Rudolf (2007: 16) translated by Angela Hall. Dictionary of Northern Mythology.
3. ↑  ”Angrboda - God of War Ragnarok Guide” (på engelska). IGN. 2022-10-10. https://www.ign.com/wikis/god-of-war-ragnarok/Angrboda.